# Christopher McDonald
Christopher McDonald, född 15 februari 1955 i New York, är en amerikansk skådespelare. Han är känd för att ofta spela pompösa och arroganta roller, till exempel som Shooter McGavin i Happy Gilmore och Tappy Tibbons i Requiem for a Dream.

## Filmografi
| År   | Film                                      | Roll                   | Noteringar            |
| ---- | ----------------------------------------- | ---------------------- | --------------------- |
| 1982 | Grease 2                                  |                        |                       |
| 1984 | Where the Boys Are                        |                        |                       |
| 1984 | Breakdance the Movie                      |                        |                       |
| 1984 | Chattanooga Choo Choo                     | Alex O'Donnell         |                       |
| 1985 | Ondskans terror                           |                        |                       |
| 1987 | Par i damer                               |                        |                       |
| 1988 | Paramedics                                |                        |                       |
| 1989 | I sjunde himlen                           |                        |                       |
| 1990 | Playroom                                  |                        |                       |
| 1991 | Thelma & Louise                           |                        |                       |
| 1991 | Styv i korken!                            |                        |                       |
| 1993 | Griniga gamla gubbar                      |                        |                       |
| 1994 | Midnight Run-Around                       |                        |                       |
| 1994 | Jakten på Dodger                          |                        |                       |
| 1994 | Fritt fall                                |                        |                       |
| 1994 | Quiz Show                                 |                        |                       |
| 1995 | Fair Game                                 |                        |                       |
| 1996 | Unforgettable                             |                        |                       |
| 1996 | Celtic Pride                              |                        |                       |
| 1996 | House Arrest                              |                        |                       |
| 1996 | The Rich Man's Wife                       | Tony Potenza           |                       |
| 1996 | Happy Gilmore                             | Shooter McGavin        |                       |
| 1997 | Beaver                                    |                        |                       |
| 1997 | Flubber                                   |                        |                       |
| 1997 | Lawn Dogs                                 |                        |                       |
| 1997 | Into Thin Air: Death on Everest           |                        |                       |
| 1998 | SLC Punk!                                 |                        |                       |
| 1998 | Dirty Work                                |                        |                       |
| 1998 | Faculty                                   |                        |                       |
| 1999 | Five Aces                                 |                        |                       |
| 1999 | Järnjätten                                | Kent Mansley           |                       |
| 2000 | Takedown                                  |                        |                       |
| 2000 | Skulls                                    | Martin Lombard         |                       |
| 2000 | Requiem for a Dream                       | Tappy Tibbons          |                       |
| 2000 | Den perfekta stormen                      |                        |                       |
| 2001 | The Man Who Wasn't There                  |                        |                       |
| 2002 | Speakeasy                                 |                        |                       |
| 2002 | Spy Kids 2 - De förlorade drömmarnas ö    |                        |                       |
| 2002 | Children on Their Birthdays               |                        |                       |
| 2003 | Grind                                     |                        |                       |
| 2005 | The L.A. Riot Spectacular                 |                        |                       |
| 2005 | Ryktet går...                             | Roger                  |                       |
| 2005 | Broken Flowers                            | Ron Anderson           |                       |
| 2006 | Funny Money                               |                        |                       |
| 2006 | American Pie Presents: The Naked Mile     |                        |                       |
| 2007 | The Dukes of Hazzard: The Beginning Awake |                        |                       |
| 2007 | American Pie Presents: Beta House         | Leo Stifler            |                       |
| 2007 | Sopranos                                  |                        | gästroll i TV-serie   |
| 2007 | Kickin' It Old Skool                      | Marty Schumacher       |                       |
| 2007 | My Sexiest Year                           |                        |                       |
| 2007 | Awake                                     |                        |                       |
| 2008 | Mad Money                                 |                        |                       |
| 2008 | Psych                                     |                        | Gästroll i TV-serie   |
| 2008 | Superhero Movie                           | Lou Landers/Hourglass  |                       |
| 2008 | The House Bunny                           | Dean Simmons           |                       |
| 2009 | Fanboys                                   | Big Chuck              |                       |
| 2009 | Spooner                                   | Dennis Spooner         |                       |
| 2009 | Reunion                                   | Eamon                  |                       |
| 2009 | Deep in the Valley                        | Diamond Jim            |                       |
| 2009 | Stargate Universe                         | Alan Armstrong         | tre avsnitt           |
| 2009 | Splinterheads                             | Sergeant Bruce Mancuso |                       |
| 2009 | Middle Men                                | George Harris          |                       |
| 2010 | Black Widow                               | Steve                  |                       |
| 2010 | Harry`s Law                               | Thommas Jefferson      | Återkommande gästroll |
| 2010 | Barry Munday                              | Dr. Preston Edwards    |                       |
| 2011 | Lemonade Mouth                            |                        |                       |